# Ocotea klepperae
Ocotea klepperae är en lagerväxtart som beskrevs av Van der Werff. Ocotea klepperae ingår i släktet Ocotea och familjen lagerväxter. Inga underarter finns listade i Catalogue of Life.